# Estación de Cistierna
Cistierna es una estación ferroviaria situada en el municipio español de Cistierna, en la provincia de León, comunidad autónoma de Castilla y León. Las instalaciones ferroviarias se encuentran localizadas dentro del núcleo urbano, a apenas 500 metros del centro urbano. 
Forma parte de la red de ancho métrico de Adif, operada por Renfe Operadora a través de su división comercial Renfe Cercanías AM. Está integrada dentro del núcleo de Cercanías León al pertenecer a la línea C-1f, que une la estación de León-Matallana con esta estación, siendo la cabecera de la línea. Cuenta también con servicios regionales de la línea R-4f, que une Léon con Bilbao. Históricamente, Cistierna ha sido una estación de gran importancia, llegando a disponer de numerosas instalaciones: una amplia playa de vías, talleres ferroviarios, cocheras para locomotoras, placa giratoria, etc.

## Situación ferroviaria
La estación se encuentra situada en el punto kilométrico 54,2 de la línea férrea de ancho métrico de Bilbao a La Robla y León (conocido como Ferrocarril de La Robla), entre las estaciones de Yugueros y de Sorriba, a 936,36 metros de altitud sobre el nivel del mar. El tramo es de vía única y está sin electrificar.
Cistierna también fue la cabecera del ramal industrial que enlazaba con las minas de Sabero, hoy en día clausurado al servicio.

## Historia
La estación fue abierta al tráfico el 20 de julio de 1893 con la puesta en marcha del tramo Boñar-Cistierna de la línea que pretendía unir La Robla con Bilbao. No obstante, la línea no fue oficialmente inaugurada hasta el 11 de agosto de 1894, siendo que el tramo Cistierna-Sotoscueva no fue abierto al tráfico hasta el 14 de septiembre de 1894. La Robla y Bilbao no quedaron definitivamente unidas hasta 1902.
Las obras y la explotación inicial de la concesión corrieron a cargo de la Sociedad del Ferrocarril Hullero de La Robla a Valmaseda, que a partir de 1905 pasó a denominarse «Ferrocarriles de La Robla». La llegada del tren a Cistierna fue muy importante para la localidad. Por un lado, significaba un modo de dar salida al carbón que existía en la zona, concretamente en el municipio de Sabero. Además la estación se planteó como una cabecera de la línea y en ella se establecieron unos talleres que dieron empleo e importancia a la localidad. En 1924 se acometieron pequeñas reformas en el edificio de viajeros de la estación.
En 1972, FEVE compró la compañía debido a la decadencia que padecía la línea, provocada por la falta de rentabilidad que sufrió la industria del carbón. Sin embargo, bajo el mandato de la empresa pública la explotación empeoró y la línea se cerró en 1991. Esta medida no fue bien aceptada por los vecinos de las zonas afectadas que pidieron su reapertura. A partir de 1993, la línea comenzó a prestar servicio por tramos. En noviembre de 1993 se reabrió el tramo Matallana-Cistierna y en noviembre de 1994 se extendió hasta Guardo. El 19 de mayo de 2003 se reanudó el tráfico de viajeros entre León y Bilbao.
Desde el 1 de enero de 2013, se disolvió la empresa Feve en un intento del gobierno por unificar vía ancha y estrecha, encomendándose la titularidad de las instalaciones ferroviarias a Adif y la explotación de los servicios ferroviarios a Renfe Operadora, distinguiéndose la división comercial de Renfe Cercanías AM para los servicios de pasajeros y de Renfe Mercancías para los servicios de mercancías.

## La estación

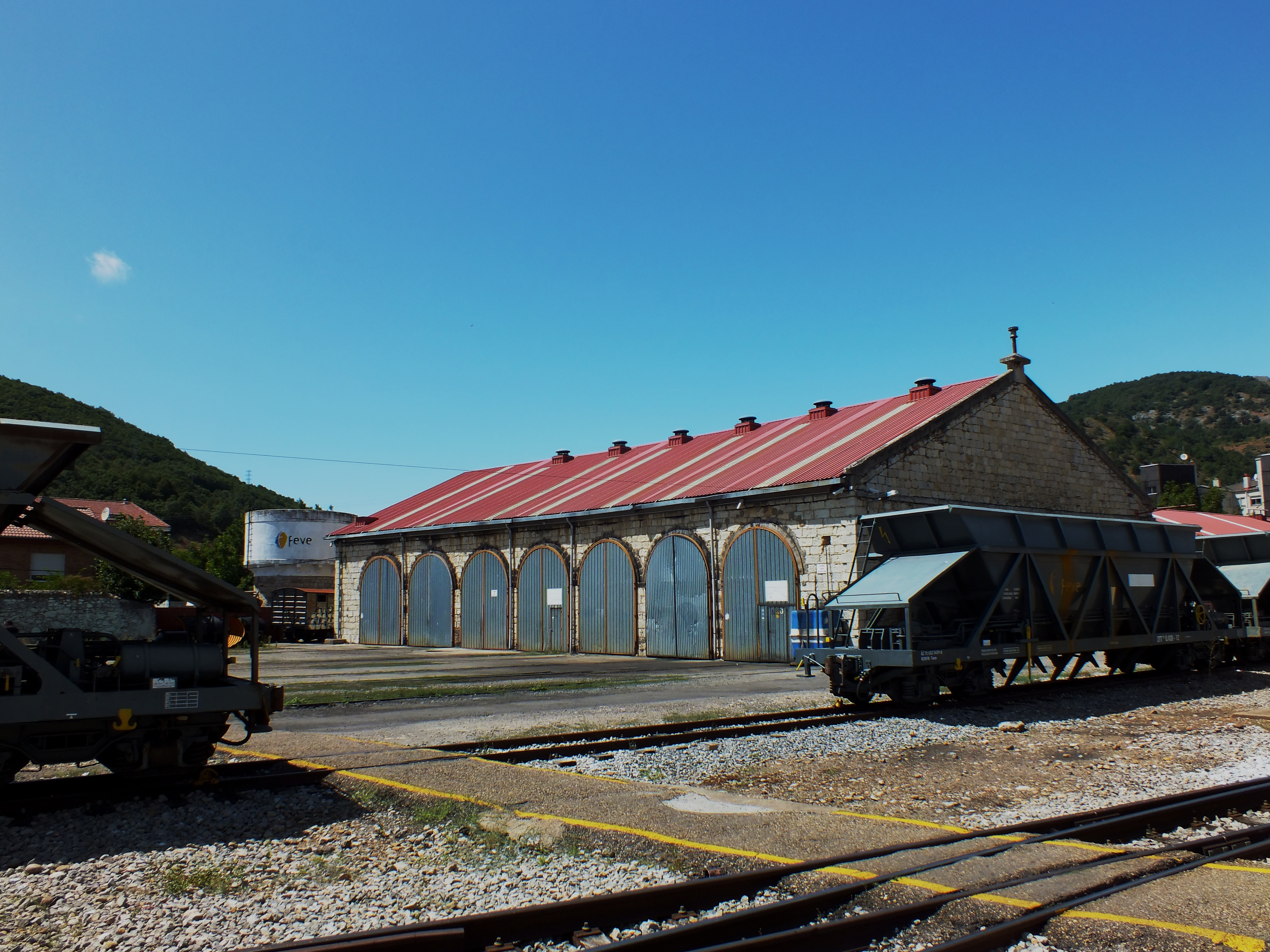
Talleres ferroviarios, en 2016.

Por sus instalaciones es la principal estación intermedia de la línea, siendo también una de las que se levantaron originalmente. El edificio de viajeros se encuentra a la izquierda de las vías y presenta disposición lateral a las vías. El inmueble posee una extensa marquesina en toda la extensión del mismo que cubre el estrecho andén lateral. Cuenta con dos andenes y dos vías derivadas. El andén lateral, sobre el que se halla en edificio de viajeros, da acceso a la vía directa. El andén central (con una marquesina propia) presta servicio a la misma vía directa y a una vía derivada, no teniendo acceso a andenes la tercera vía (derivada). De una cuarta vía que finaliza en toperas parten también tres vías más que finalizan en el interior de una nave. Otras tres vías más parten en ramal de la cuarta vía, finalizando en toperas en el depósito de locomotoras, que dispone de un puente giratorio. Todas las vías finalizadas en topera están conectadas por el costado de Bilbao.
En 2022 Adif anunció futuras actuaciones en la estación, consistentes en acondicionar andenes, supresión del bloqueo telefónico y automatización de la línea.

## Servicios ferroviarios
Las conexiones ferroviarias entre Cistierna y el resto de estaciones de la línea se efectúa con composiciones serie 2700 (para los trayectos regionales) y con composiciones serie 2600 (para los trayectos de cercanías).

### Regionales
Los trenes regionales que realizan el recorrido Bilbao - Léon (línea R-4f) tienen parada en la estación. Su frecuencia es de 1 tren diario por sentido. El servicio completo de la línea se complementa con una frecuencia adicional diaria por sentido que une Léon con Guardo-Apeadero.
| Línea | Origen/Destino   | Paradas intermedias | Destino/Origen |
| ----- | ---------------- | --- | -------------- |
|       | Bilbao Concordia | Amézola · Basurto Hospital · Zorroza-Zorrozgoiti · Iráuregui · Zaramillo · Sodupe · Aranguren · Aranguren-Apeadero · Zalla · Valmaseda · Arla-Berrón · Ungo-Nava · Mercadillo · Cadagua · Bercedo-Montija · Quintana · Espinosa de los Monteros · Redondo · Sotoscueva · Pedrosa · Dosante Cidad · Robredo Ahedo · Soncillo · Cabañas de Virtus · Arija · Llano · Las Rozas · Montes Claros · Los Carabeos · Mataporquera · Cillamayor · Salinas de Pisuerga · Vado Cervera · Castrejón de la Peña · Villaverde-Tarilonte · Santibañez de la Peña · Guardo-Apeadero · Guardo · La Espina · Valcuende · Puente Almuhey · Cerezal de la Guzpeña · Prado de la Guzpeña · La Llama de la Guzpeña · Valle de las Casas · Sorriba · Cistierna · La Ercina · Boñar · La Vecilla · Matallana · San Feliz · Asunción/Universidad | León-Matallana |

### Cercanías

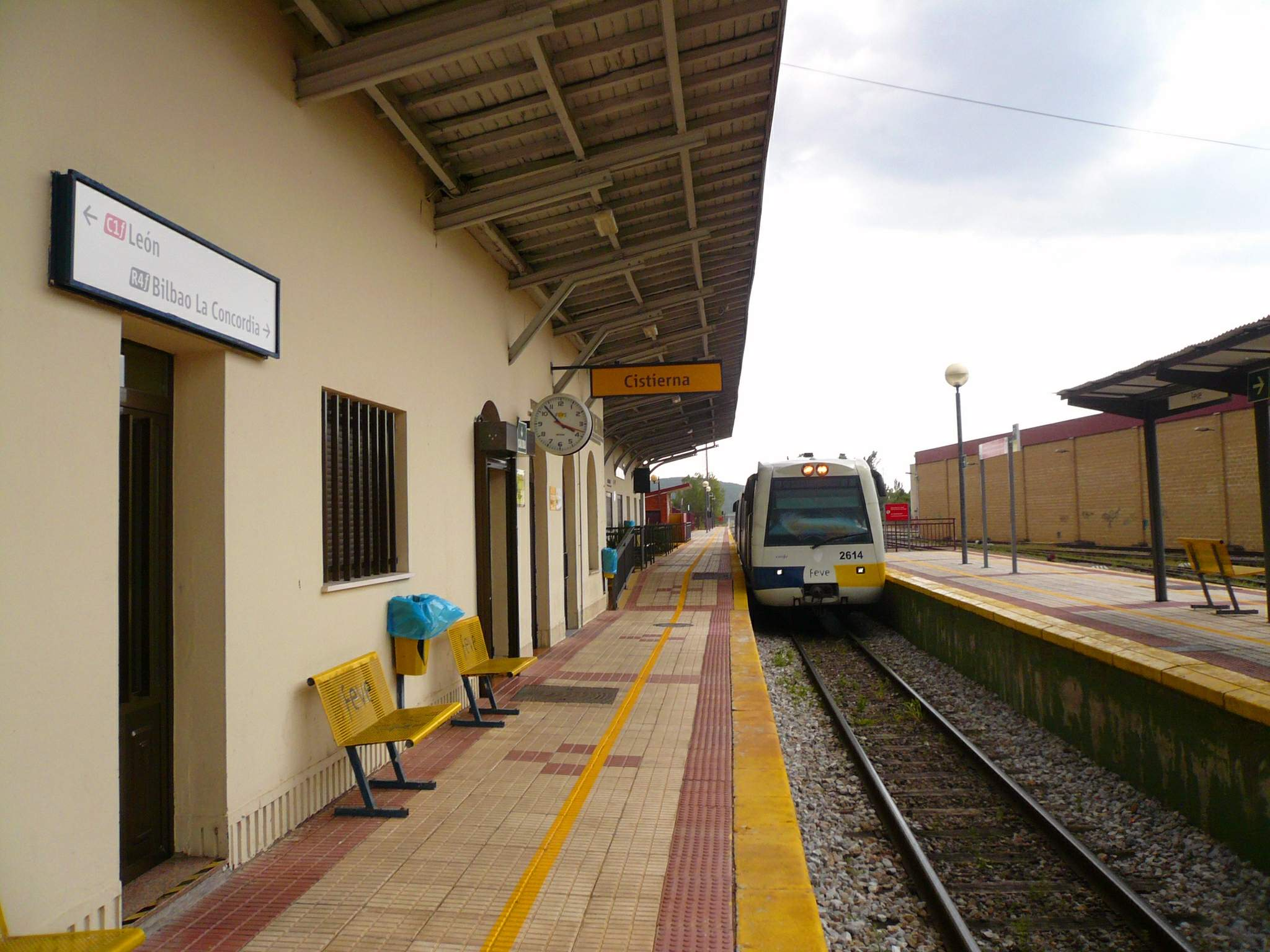
Imagen desde el andén lateral de la estación, con la nueva señalización de Renfe Cercanías AM y las líneas que prestan servicio en la estación.

Forma parte de la línea C-1f (León - Cistierna) de Cercanías León. Las circulaciones que prestan servicio a esta estación son las que realizan el recorrido completo de la línea hasta Cistierna, por lo que la frecuencia que presenta es de 5 trenes diarios por sentido, tanto los días laborables como los sábados, domingos y festivos.